# 시라카와촌 (사이타마현)
시라카와촌(白川村)은 사이타마현의 서부, 지치부군에 속했던 촌이다. 

## 지리
- 현재의 지치부시의 남서부에 해당한다.

## 역사
- 1889년 4월 1일 - 정촌제 시행에 의해 지치부군 시라카와촌이 성립하였다.
- 1943년 2월 11일 - 전시 정촌합병 촉진법에 의해 나카가와촌과 합병해 아리카와촌이 성립하여, 시라카와촌은 지역명이 되었고, 오아자는 아리카와촌에 계승되었다.

## 참고문헌
- 「角川日本地名大辞典」編纂委員会『角川日本地名大辞典 11 埼玉県』角川書店、1980年7月8日。ISBN 4040011104。

## 관련문헌
- 「白久村」『新編武蔵風土記稿』 巻ノ263秩父郡ノ18、内務省地理局、1884年6月。NDLJP:764014/88。
- 「贄川村」『新編武蔵風土記稿』 巻ノ263秩父郡ノ18、内務省地理局、1884年6月。NDLJP:764014/90。